# Vignola-Falesina
Vignola-Falesina (Walzburg-Falisen in tedesco; Vignòla e Falésna in dialetto trentino) è un comune italiano sparso di 210 abitanti della provincia autonoma di Trento. Prende il nome da due dei suoi villaggi, Vignola, sede comunale, e Falesina.
Un tempo era comune di lingua mochena come i confinanti centri della Valle dei Mocheni.
Nel 1928 i due villaggi vennero aggregati al comune di Pergine Valsugana per poi essere ricostituiti come comune autonomo nel 1955.
Attualmente il 3.3% della popolazione è di lingua mochena .

## Origini del nome
Il toponimo Vignola deriva dal latino vineola, "piccola vigna", mentre il toponimo Falèsina, data la posizione dell'accento, non sembra da mettere in relazione con filicina, da filex, "felce", ed è perciò considerato un prelatino di ignoto significato.

## Storia

### Simboli
Lo stemma e il gonfalone sono stati approvati con D.G.P. dell'11 aprile 1986 n. 2563.
Stemma
Gonfalone

## Monumenti e luoghi d'interesse
- Chiesa di San Bartolomeo Apostolo nella frazione di Vignola
- Chiesa di Sant'Antonio di Padova Sacerdote e Dottore nella frazione di Falesina
- Forte Busa Grande nella località Compet

## Amministrazione
| Periodo | Periodo   | Primo cittadino    | Partito      | Carica  | Note  |
| ------- | --------- | ------------------ | ------------ | ------- | ----- |
| 1995    | 2000      | Mariagrazia Motter | Lista civica | Sindaco | [ 9 ] |
| 2000    | 2005      | Mariagrazia Motter | Lista civica | Sindaco |       |
| 2005    | 2010      | Mariagrazia Motter | Lista civica | Sindaco |       |
| 2010    | 2015      | Matteo Anderle     | Lista civica | Sindaco |       |
| 2015    | 2020      | Danilo Anderle     | Lista civica | Sindaco |       |
| 2020    | in carica | Mirko Gadler       | Lista civica | Sindaco |       |

## Società

### Evoluzione demografica
Abitanti censiti